# Маргаритоне из Ареццо

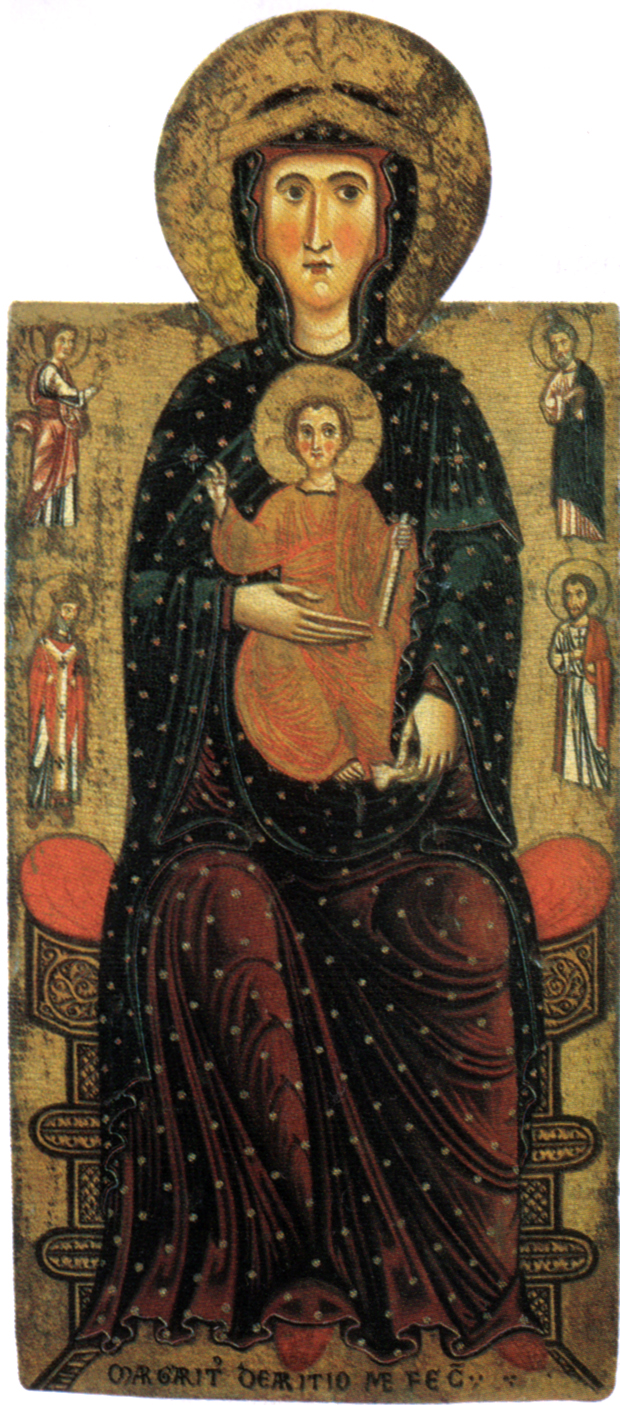
Мадонна с младенцем на троне. Происходит из ц. Санта Мария а Монтелунго. Ок. 1250 г. Гос. Музей старинного и современного искусства, Ареццо.

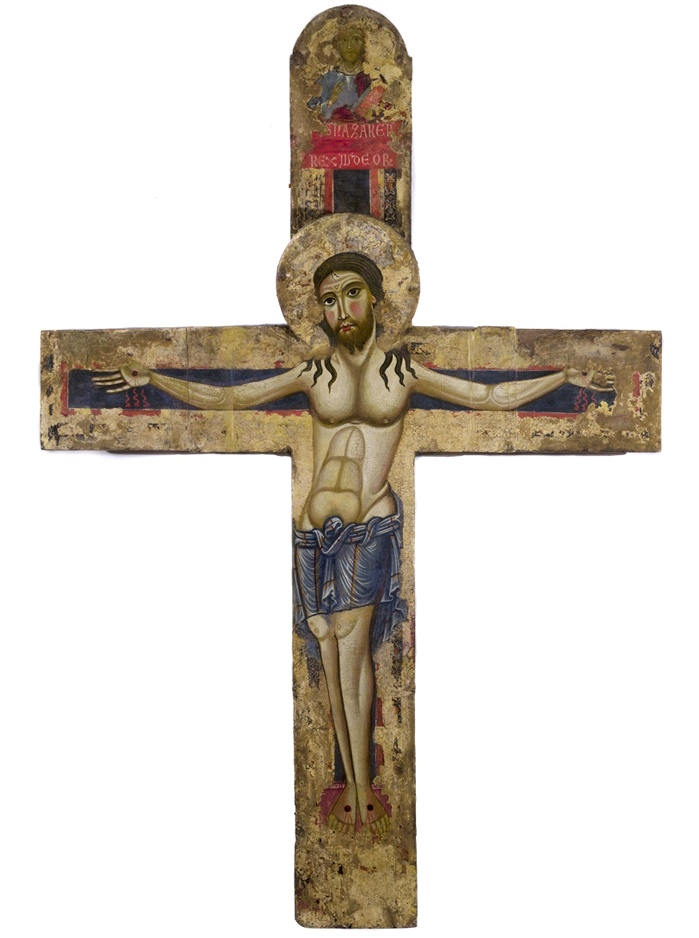
Расписной крест. Сиена, коллекция банка Монте деи Паски

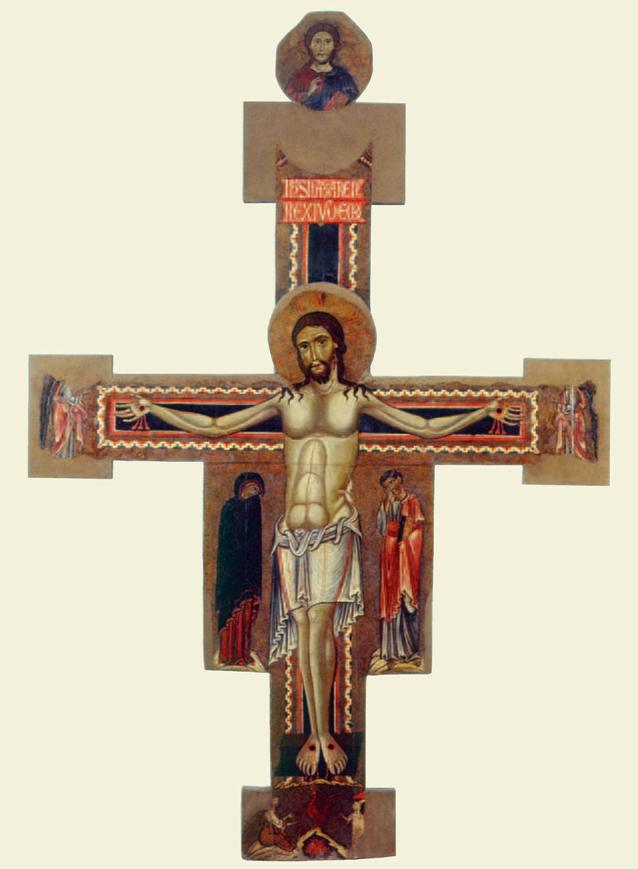
Расписной крест. Происходит из ц. Санта Мария делла Пьеве, Ареццо. Ныне хранится в Гос. Музее старинного и современного искусства, Ареццо

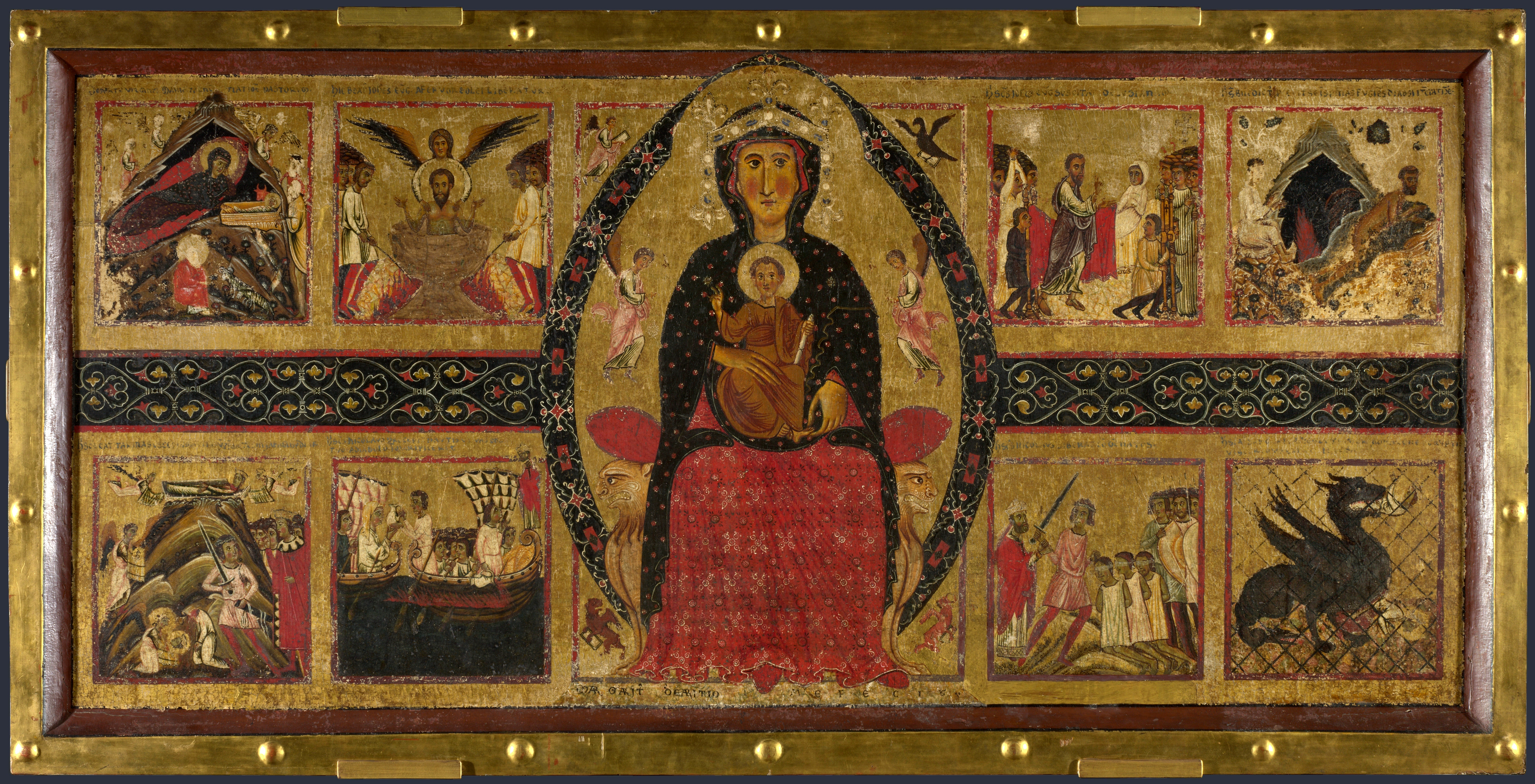
Маргаритоне дАреццо. «Мадонна с младенцем на троне и сцены из жития святых». 1260-е гг. Лондон, Национальная галерея.

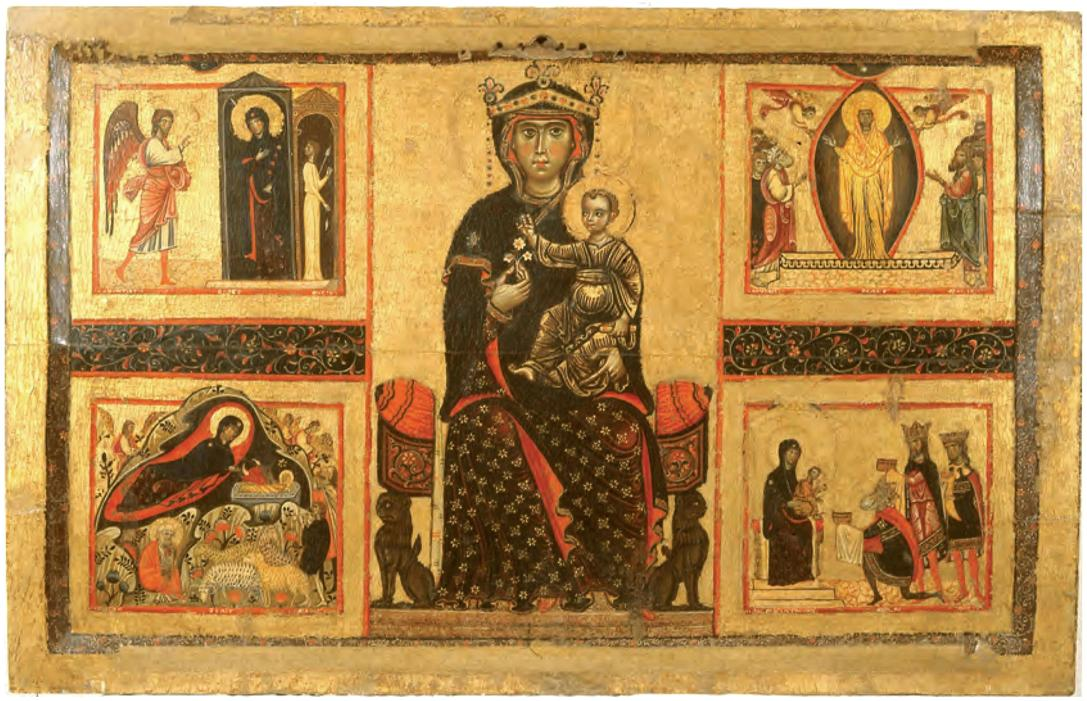
Маргаритоне и Ристоро д’Ареццо. Мадонна с младенцем на троне и четыре сюжета из её жития. 1270-е гг. Монте Сансавино, ц. Санта Мария делле Вертиге.

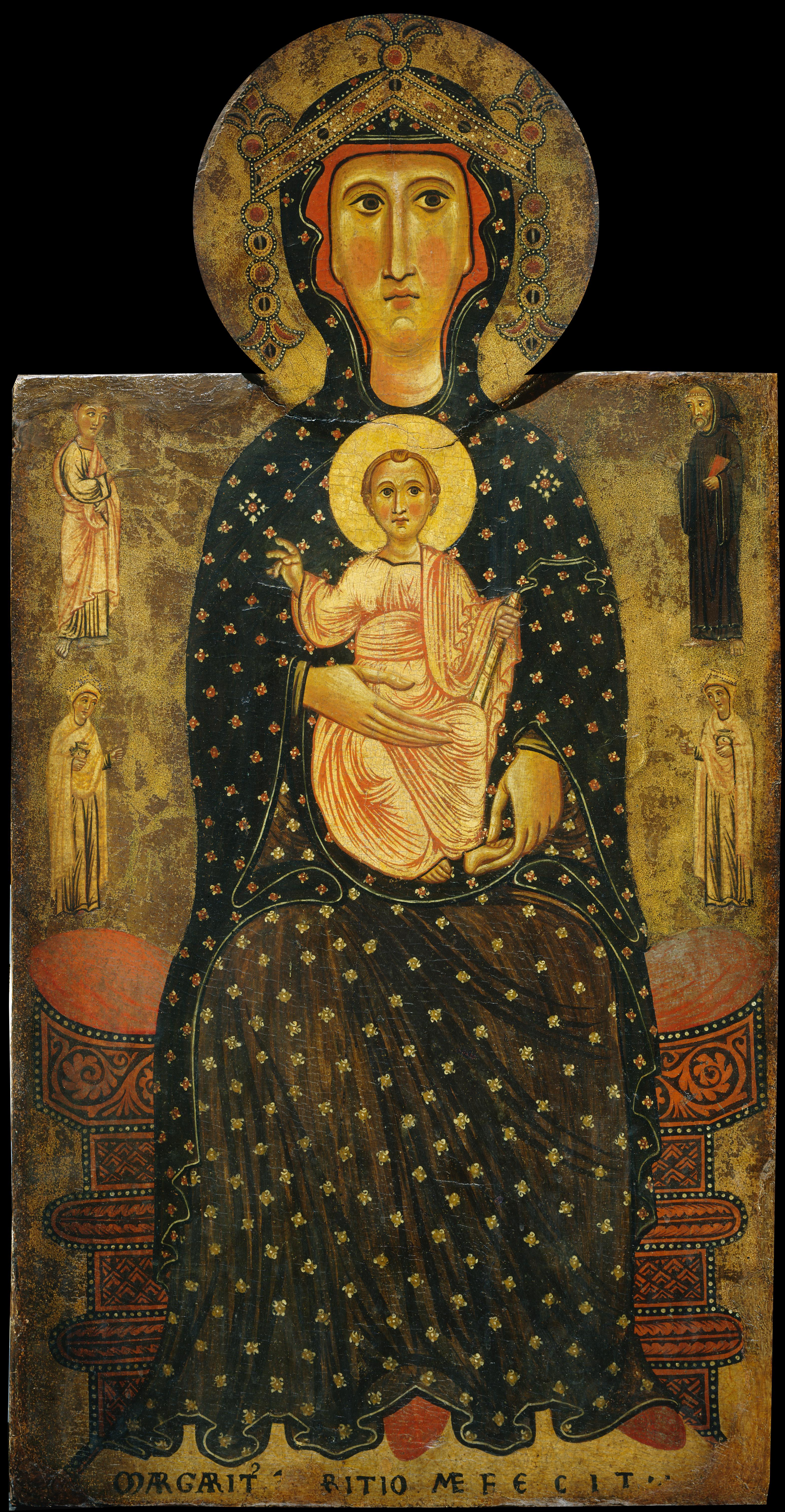
Мадонна с младенцем на троне и четверо святых. 1260-е гг. Национальная галерея искусства, Вашингтон.

Маргаритоне из Ареццо (Маргаритоне д’Ареццо; Маргарито из Ареццо или просто Маргарито; итал. Margaritone d’Arezzo, работал в 1250—70х годах) — итальянский художник.

## Биография
Джорджо Вазари оставил об этом мастере довольно подробное жизнеописание. Из него следует, что Маргаритоне (Маргаритоне — уменьшительная форма имени Маргарито) был известным художником и скульптором, который работал в 1260—70х годах в Ареццо и окрестностях, расписывал церкви, и оставил в наследство множество прекрасных картин написанных в греческой манере. Вазари описывает Маргаритоне, как художника жившего до появления выдающихся итальянских мастеров – Чимабуэ, Андреа Тафи, Гаддо Гадди и Джотто, идеализируя его, и приписывая ему целый ряд произведений вплоть до скульптуры и архитектурных работ. Позднейшая критика называла этого художника посредственным, а славословия Вазари объясняла исключительно тем, что Вазари, как и Маргаритоне, родился в Ареццо, то есть местечковым патриотизмом.
Вокруг его фигуры до сих пор идут споры. Некоторые специалисты не уверены в том, что деятельность Маргаритоне пришлась именно на вторую половину XIII века, а не на первую. Есть несколько схем реконструкции его творчества. Положение осложняет то, что кроме жизнеописания Вазари и подписей на картинах существует только одно подтверждение его существования — Маргаритоне упоминается в документе от 1262 года. Этот единственный архивный документ сообщает, что живописец Маргарито, сын усопшего Маньяно, в 1262 году работал в клуатре Камальдульского монастыря Сан Микеле в Ареццо.
Даты рождения и смерти мастера остаются  неизвестными. Вазари сообщает, что художник скончался в 1313 году в возрасте 77 лет. Если это верно, то Маргаритоне мог  родиться в 1236 году. Эксперты предполагают, что формирование художника происходило в кругу тосканских мастеров первой половины XIII век — Мастера Бигалло (Мастер распятия из Бигалло) и Мастера из Трессы.

## Творчество
На фоне того, что происходило в тосканской живописи во второй половине XIII века, образы Маргаритоне выглядят довольно архаично. Однако им присуща яркая экспрессия. Скорее всего в своем следовании византийской традиции Маргаритоне апеллировал не к современной византийской иконописи, а к более древним слоям христианского искусства, в частности к коптской иконе. Его склонность к упрощенной форме, вкус к богатым тканям и орнаментам свидетельствуют о том, что он с нею был знаком.

## Произведения.
Из дошедших до нас произведений художника следует, что в первую очередь он был специалистом по изготовлению многочисленных икон-портретов св. Франциска. После канонизации Франциска, произошедшей в 1228 году, быстро вырос спрос на его изображения. До наших дней дошёл целый ряд  изображений святого, на которых есть подпись Маргаритоне. Они канонически однотипны: на них Франциск стоит практически в одной и той же позе с книгой в левой руке, иногда с  нимбом вокруг головы, иногда без; на руках видны стигматы. На этих портретах обычно есть подпись «Margaritus de Aritio me fecit» (Маргарито из Ареццо меня создал), но ни на одном из них нет даты. Поэтому разные исследователи располагали эти портреты то в 1230-х годах, то в 1290-х (более распространённая точка зрения – 1240-1260-е годы). Они имеют почти одинаковый формат (примерно 100х40-50 см или около того) и написаны темперой по дереву. Иконография святого, вероятно, была позаимствована художником из более ранних работ Бонавентуры Берлингьери, однако в отличие от своего предшественника Маргаритоне никогда не сопровождал портреты изображениями чудес, сотворённых св. Франциском. Исследователи до сих пор не могут прийти к единому мнению, который из этих портретов послужил образцом, а которые являются копиями с этого образца.
Другой род произведений художника представляют собой иконы с изображениями Богородицы со сценами её жития. В них Маргаритоне демонстрирует гораздо более тонкое декоративное чувство, чем в портретах св. Франциска.  Художнику приписывают также два расписных креста, на которых Христос изображён в старинной позе «Христос торжествующий» (Christus triumphant).
Подобно иным старинным художникам, работы которых не имеют точно установленных дат, реконструкция и датировка произведений Маргаритоне различается от одного эксперта к другому. Поэтому следует учитывать, что приведённая хронология достаточно условна. Семь портретов св. Франциска исследователи относят приблизительно к 1250м годам (1240-е-1260-е):
- 1.	Св. Франциск. Гос. Музей старинного и современного искусства, Ареццо
- 2.	Св. Франциск. Гос. Музей старинного и современного искусства, Ареццо
- 3.	Св. Франциск.  Рим, ц. Сан Франческо а Рипа
- 4.	Св. Франциск. Сиена, Пинакотека
- 5.	Св. Франциск. Монтепульчано, Городской музей
- 6.	Св. Франциск. Кастильон Фьорентино, Пинакотека Комунале
- 7. Св. Франциск. Рим, Пинакотека Ватикана
- 8.	Мадонна с младенцем на троне. Происходит из ц. Санта Мария а Монтелунго. Ок. 1250г.  Гос. Музей старинного и современного искусства, Ареццо.
- 9.	Расписной крест. Сиена, коллекция банка Монте деи Паски (происходит из неизвестной церкви) 1250-е гг.
- 10. Расписной крест. Происходит из ц. Санта Мария делла Пьеве, Ареццо. Ныне хранится в Гос. Музее старинного и современного искусства, Ареццо. 1250-60гг.В верхней части креста – Благословляющий Христос; на правом и левом лучах – неизвестные святые; на табеллоне – Богородица и Иоанн Креститель; внизу – Отречение Петра.
- 11. Мадонна с младенцем на троне и сцены из жития святых. Национальная галерея, Лондон. 1262-1264гг.

На клеймах слева:
- а. Рождество Христово
- b. Погружение Иоанна Богослова в кипящее масло
- c. Усекновение главы св. Екатерины Александрийской
- d. Св. Николай предупреждает паломников, чтобы выбросили смертельно опасное масло, данное им дьяволом

Справа:
- e. Иоанн Богослов воскрешает Друзиану
- f. Искушение св. Бенедикта
- g. Св. Николай предотвращает казнь трёх невинных солдат
- h. Дракон проглатывает в тюрьме святую Маргариту Антиохийскую.
- 12. Мадонна с младенцем на троне и четверо святых. 1260-е гг. Национальная галерея искусства, Вашингтон.
- 13. Мадонна с младенцем на троне и четыре сюжета из её жития. 1270-е гг. Монте Сансавино, ц. Санта Мария делле Вертиге. Предполагают, что Маргаритоне писал её совместно с Ристоро д’Ареццо, который был аретинским монахом-астрономом и художником. На клеймах слева: Благовещение;   Рождество Христово. Справа: Вознесение Марии; Поклонение волхвов.
- 14. Диптих «Трое женских и трое мужских святых». 1270-е гг. Монте сан Савино, ц. Санта Мария делле Вертиге.

## Галерея

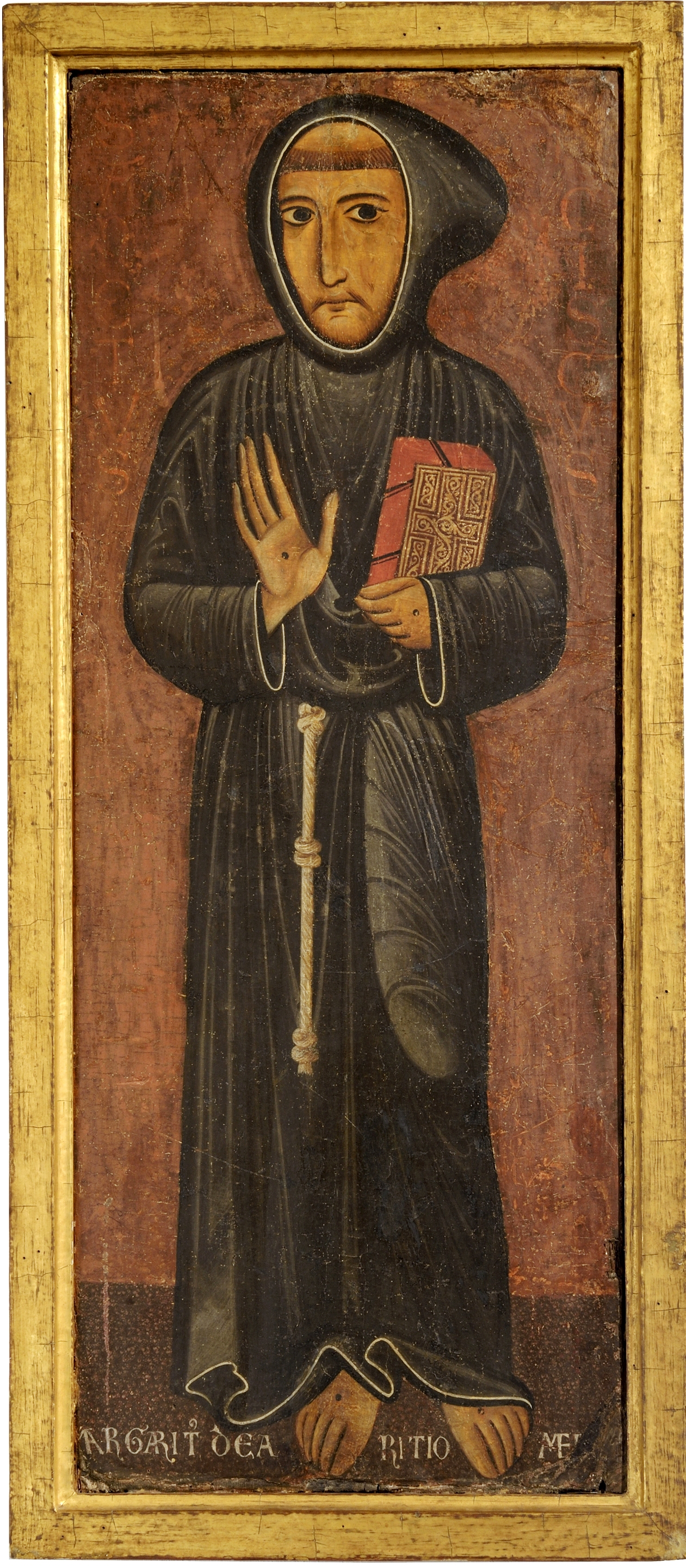
Св. Франциск. Сиена, Пинакотека
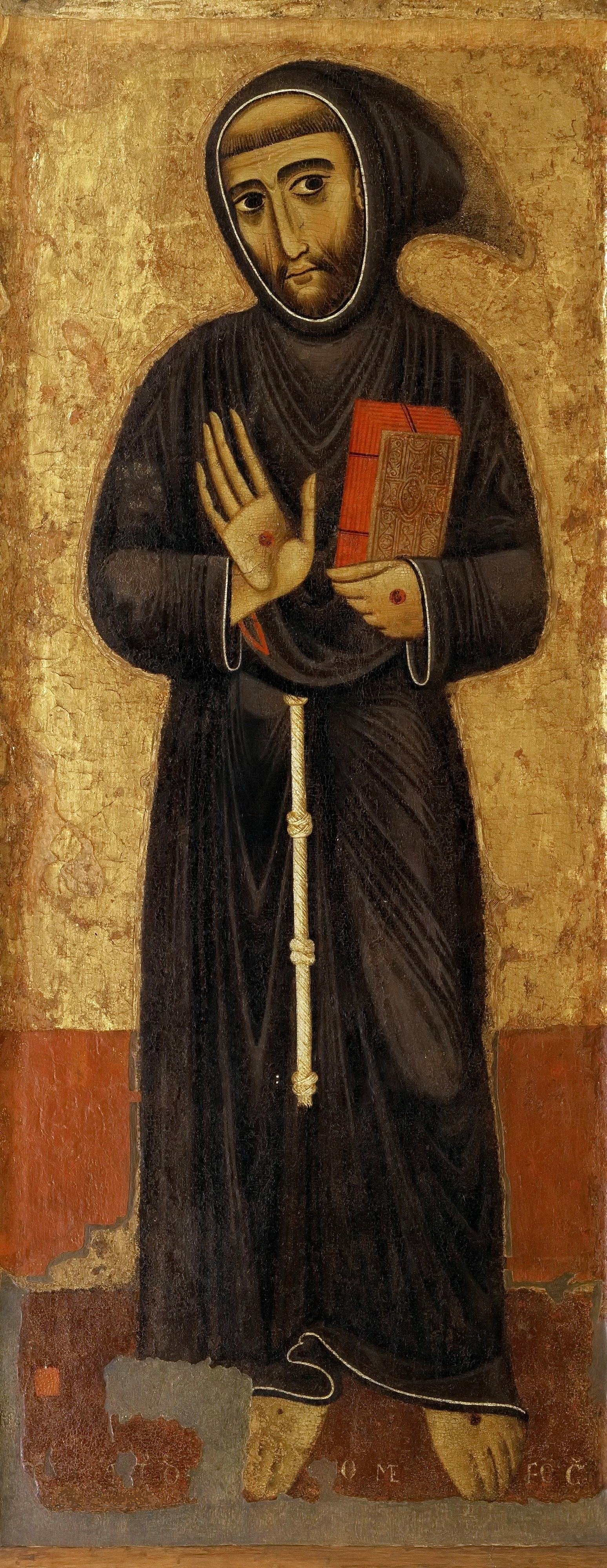
Св. Франциск. Рим, Пинакотека Ватикана
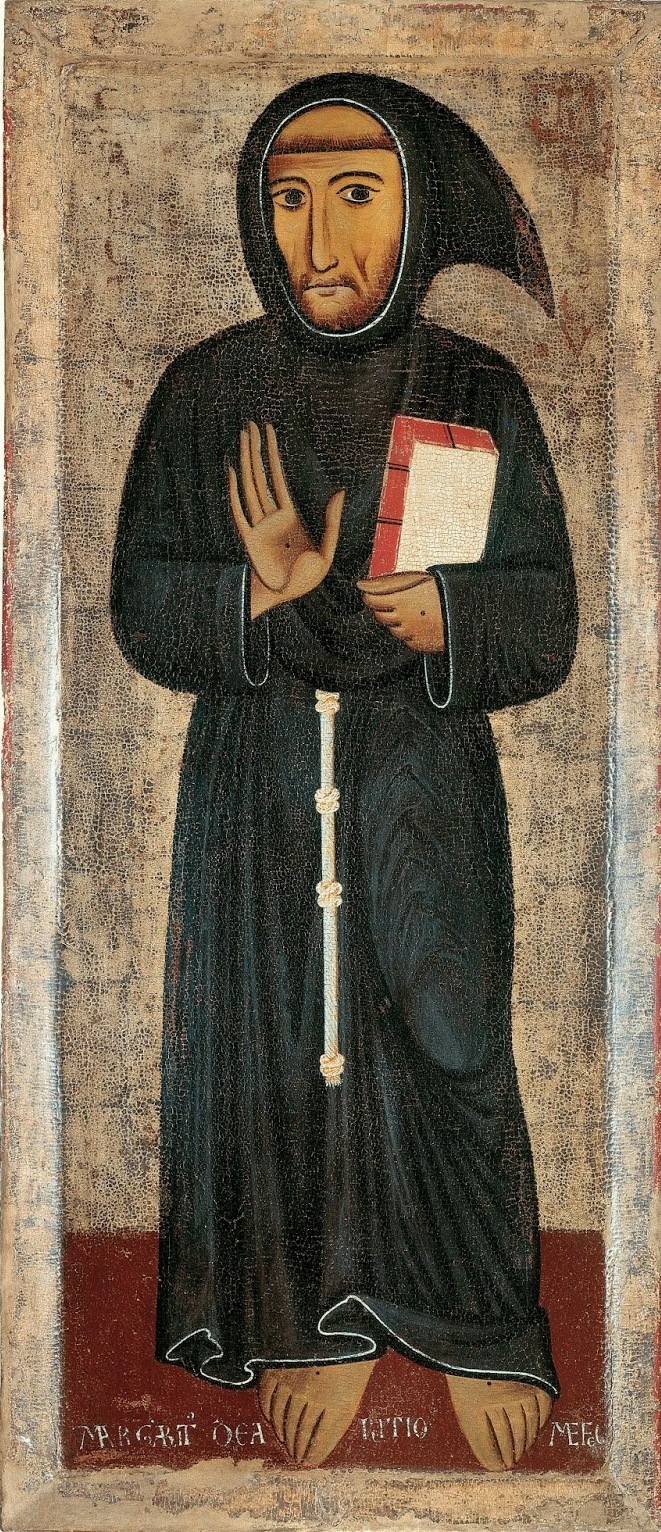
Св. Франциск. Гос. Музей старинного и современного искусства, Ареццо
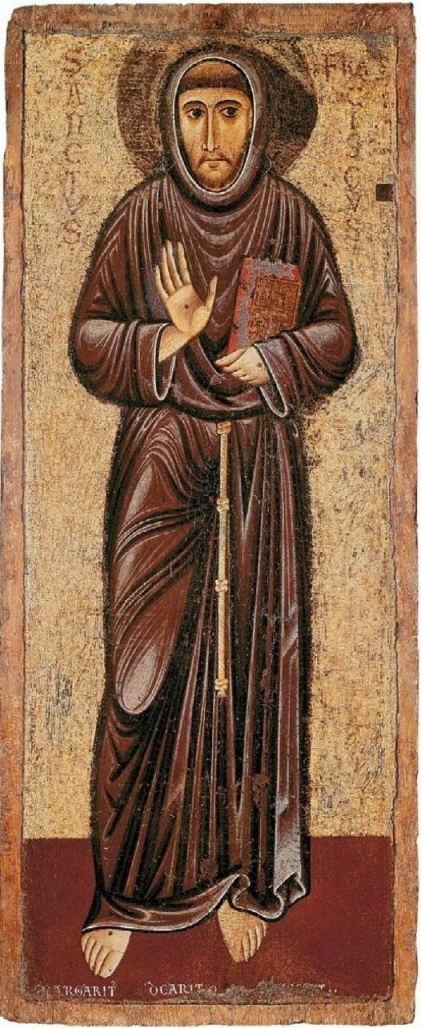
Св. Франциск. Гос. Музей старинного и современного искусства, Ареццо
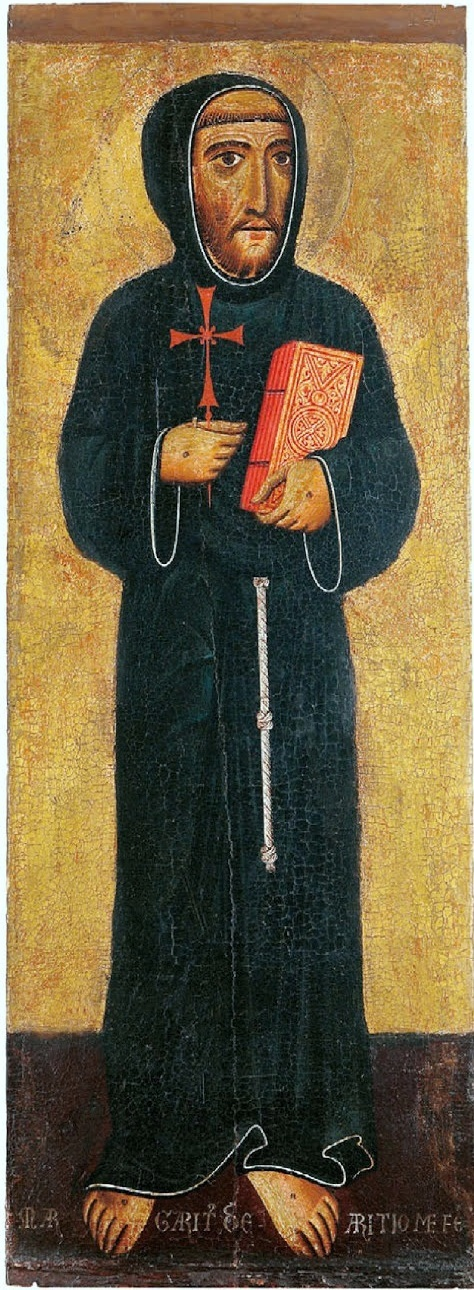
Св. Франциск. Кастильон Фьорентино, Городская пинакотека
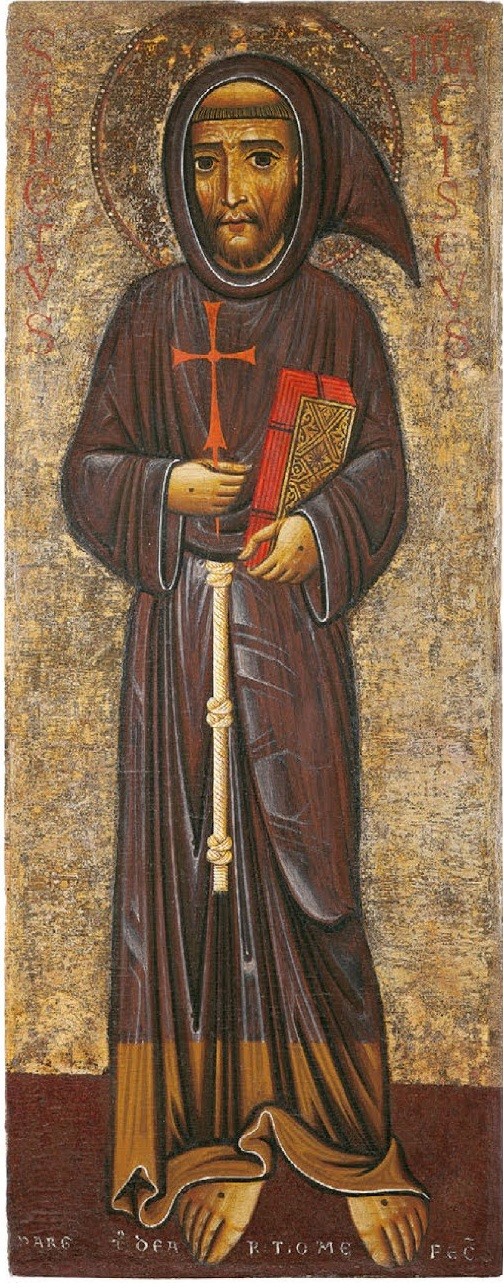
Св. Франциск. Монтепульчано, Городской музей.
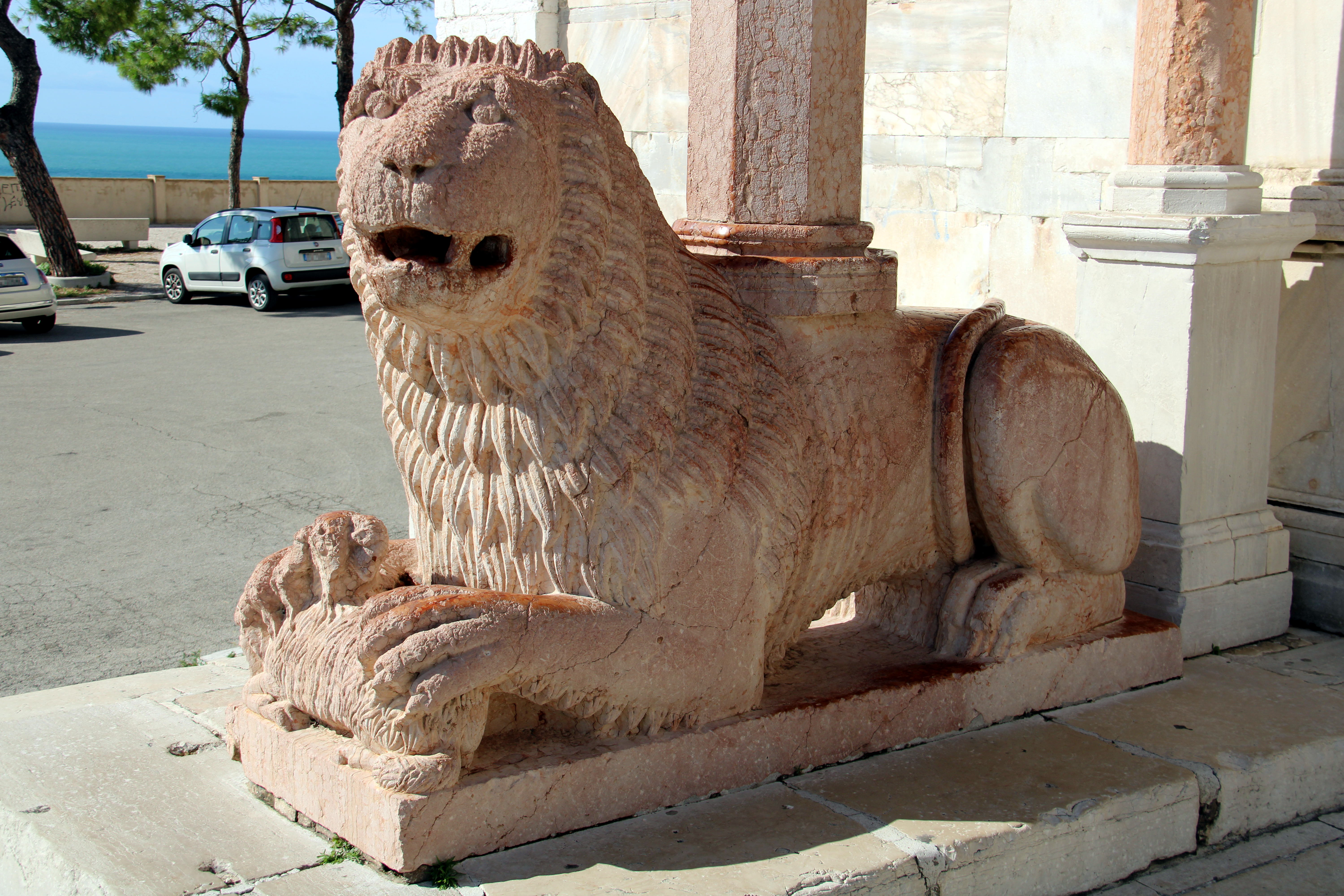
Стилофорный лев Анконского собора